# Ґраммоптера рудовуса
Глодівка рудовуса (Grammoptera ruficornis Fabricius, 1781, = Grammoptera atra (Fabricius) Vives, 2001 = Grammoptera holomelina Pool, 1905 = Leptura clavipes Geoffroy, 1785 = Leptura femorata Olivier, 1795 nec Fabricius, 1787 = Leptura laevis Herbst, 1784 = Leptura parasina Thunberg, 1784 = Leptura pumila Schaller, 1783 = Leptura rufipes Goeze, 1777) — вид жуків з родини Скрипунових.

## Поширення
За своєю хорологією G. ruficornis – це європейський вид у складі європейського зоогеографічного комплексу, поширений по всій Європі, заході Росії і на Кавказі. У регіоні Українських Карпат є звичайним видом, часто чисельним. 

## Екологія
Дорослі комахи трапляються на квітах арункусу, таволги середньої (Spirea media L.), шипшини (Rosa), яблуні (Malus sylvestris L.) та ін. Літ триває впродовж травня-червня з максимумом наприкінці травня в передгір’ях, і в середині червня в гірських районах.

## Морфологія

### Імаго
Розміри тіла G. ruficornis досягають 8 мм. Загальне забарвлення – чорне, тільки основи стегон, задніх та середніх, а також передні, окрім лапок, ноги руді. Вусики зі світлими рудуватими кільцями при основі кожного членика. Передньоспинка вкрита густими жовтуватими волосками. Другий членик вусиків є довшим за свою ширину на верхівці.

### Личинка
Личинка схожа на Grammoptera ustulata.  

## Життєвий цикл
Життєвий цикл триває один рік.